# 2020年東京オリンピックのテニス競技

2020年東京オリンピックのテニス競技（2020ねんとうきょうオリンピックのテニスきょうぎ）は、2021年7月24日から8月1日まで有明テニスの森公園で開催されたオリンピックテニス競技である。

## 競技概要

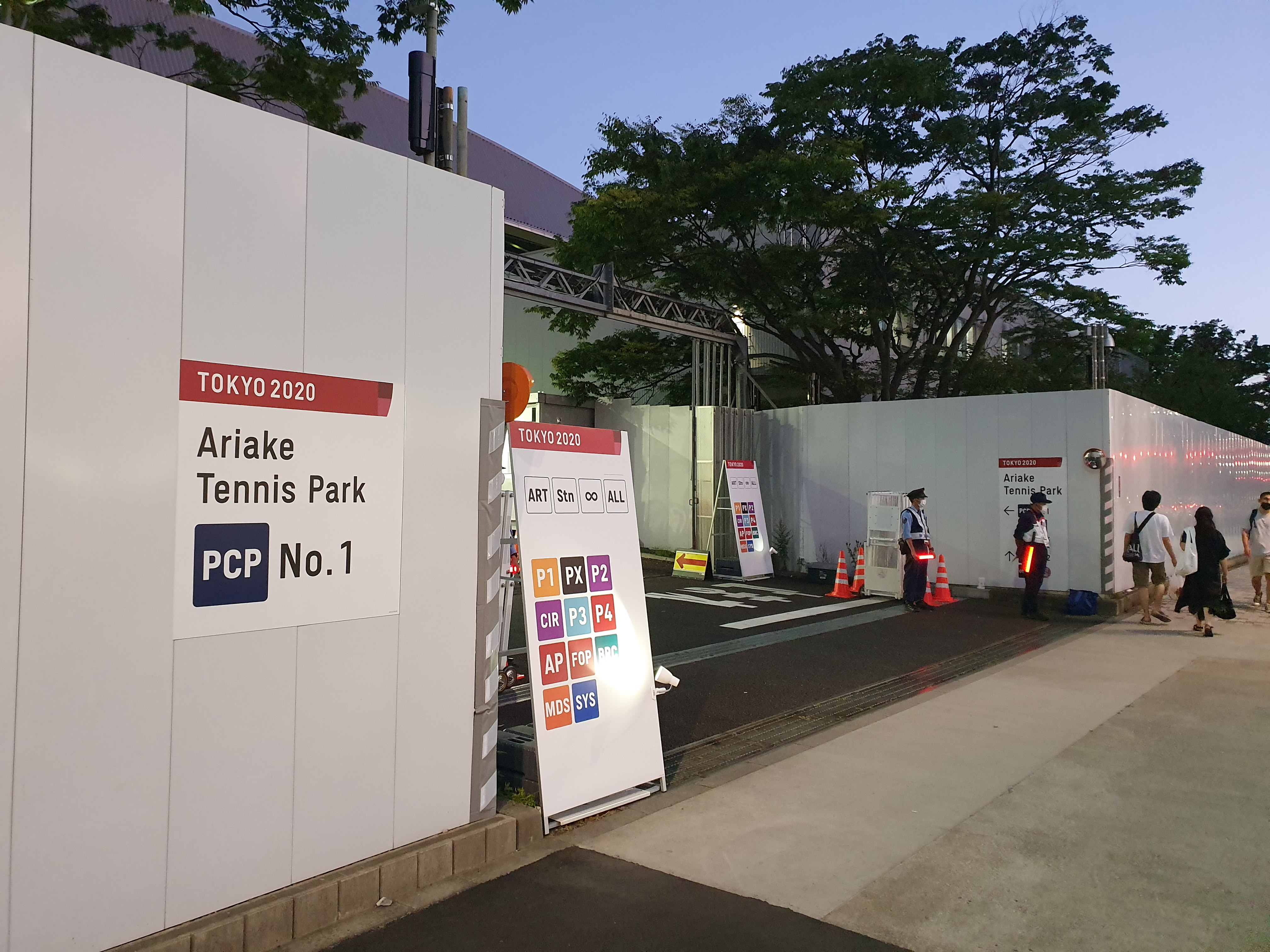
会場の入口

国際テニス連盟（ITF）管轄。コートサーフェスは屋外ハード（デコターフ）。

### 種目
男子・女子シングルス（各64ドロー）、男子・女子ダブルス（各32ドロー）、混合ダブルス（16ドロー）の計5種目が行われる。

### 試合方式
全ての試合はベスト・オブ・3タイブレーク・セットで行われる。なおダブルスの試合は1セットオールとなった場合、マッチタイブレーク（10ポイント）で勝敗を決める。

### 天候等による措置
2021年7月25日、東京の気温は32度に達したため、国際テニス連盟（ITF）は異常気象時の措置を適用した（第2セットと第3セットの間の10分間の休憩、セットブレークの30秒延長）。
また当初は第1試合の開始時間が午前11時であったが、あまりの酷暑をトッププレイヤーが訴えた。さらに、28日午後1時5分に始まった女子シングルス準々決勝を戦ったパウラ・バドサ（スペイン）が車椅子で運び出されるほどの熱中症で途中棄権したことで、29日から第1試合の開始時間が午前11時から午後3時に変更された。

## 参加国・選手数
シングルスとダブルス合わせて、計190名の選手が出場した。出場選手は2017年から2020年の間にデビスカップかビリー・ジーン・キング・カップ（旧フェドカップ）で原則として3回（条件によっては2回）以上の代表歴が必要となる。
シングルスは、2021年6月14日時点でのATPランキング及び同日現在のWTAランキングの上位56選手が出場できるが、1カ国につき男女それぞれ最大4名と定められている。残り8名のうち6名は各大陸予選枠での出場となる。2018年アジア競技大会、2019年アフリカ競技大会でそれぞれ1枠、2019年パンアメリカン競技大会で2枠が与えられる。欧州とオセアニアでは、ランキング最上位の選手が大陸予選枠として出場できる。いずれも、ランキングで300位以内に位置することが条件である。その他に開催国（他に出場枠を獲得した選手がいない場合）と過去のオリンピック金メダリストかグランドスラム達成者に1名ずつ与えられる。
ダブルスは、ダブルスランキング又は複合ランキング（選手ごとにシングルスランキングとダブルスランキングのうち優れている方をペアごとに合計する）を基に1カ国2組まで出場できる（開催国枠（男女1組ずつ）を含む）が、シングルスとダブルスの合計では1カ国につき男女それぞれ6名以内となっている。

混合ダブルスはシングルスまたはダブルスの出場選手を対象に複合ランキングを基に選考される（開催国枠1組を含む）ため、混合ダブルスのみの出場選手はいない。
- アルゼンチン (7)
- オーストラリア (10)
- オーストリア (2)
- ベラルーシ (3)
- ベルギー (4)
- ボリビア (1)
- ブラジル (6)
- カナダ (4)
- チリ (1)
- 中国 (5)
- コロンビア (4)
- クロアチア (6)
- チェコ (6)
- エジプト (2)
- エストニア (1)
- フランス (10)
- ジョージア (1)
- ドイツ (9)
- イギリス (6)
- ギリシャ (2)
- インド (3)
- イタリア (6)
- 日本 (11)
- カザフスタン (7)
- ラトビア (2)
- メキシコ (2)
- オランダ (4)
- ニュージーランド (2)
- パラグアイ (1)
- ペルー (1)
- ポーランド (6)
- ポルトガル (2)
- ROC (8)
- ルーマニア (3)
- セルビア (5)
- スロバキア (3)
- 韓国 (1)
- スペイン (8)
- スウェーデン (1)
- スイス (2)
- チャイニーズタイペイ (5)
- チュニジア (1)
- ウクライナ (4)
- アメリカ合衆国 (11)
- ウズベキスタン (1)

## 競技日程
テニス競技は2021年7月24日から8月1日にかけて行われた。
| 日付           | 7月24日 (土) | 7月25日 (日) | 7月26日 (月) | 7月27日 (火)    | 7月28日 (水) | 7月29日 (木) | 7月30日 (金)    | 7月31日 (土)    | 8月1日 (日) |
| 開始時刻       | 11:00        | 11:00        | 11:00        | 11:00           | 11:00        | 15:00        | 15:00           | 15:00           | 15:00       |
| -------------- | ------------ | ------------ | ------------ | --------------- | ------------ | ------------ | --------------- | --------------- | ----------- |
| 男子シングルス | 1回戦        | 1回戦        | 2回戦        | 2回戦           | 3回戦        | 準々決勝     | 準決勝          | 3位決定戦       | 決勝        |
| 女子シングルス | 1回戦        | 1回戦        | 2回戦        | 3回戦           | 準々決勝     | 準決勝       | —               | 3位決定戦／決勝 | —           |
| 男子ダブルス   | 1回戦        | 1回戦        | 2回戦        | 準々決勝        | 準決勝       | —            | 3位決定戦／決勝 | —               | —           |
| 女子ダブルス   | 1回戦        | 1回戦        | 2回戦        | 2回戦／準々決勝 | 準々決勝     | 準決勝       | —               | 3位決定戦       | 決勝        |
| 混合ダブルス   | —            | —            | —            | —               | 1回戦        | 準々決勝     | 準決勝          | 3位決定戦       | 決勝        |

## 競技結果
| 種目                | 金                                                              | 銀                                                       | 銅                                                           |
| ------------------- | --------------------------------------------------------------- | -------------------------------------------------------- | ------------------------------------------------------------ |
| 男子シングルス 詳細 | アレクサンダー・ズベレフ ドイツ (GER)                           | カレン・ハチャノフ ROC (ROC)                             | パブロ・カレーニョ・ブスタ スペイン (ESP)                    |
| 女子シングルス 詳細 | ベリンダ・ベンチッチ スイス (SUI)                               | マルケータ・ボンドロウショバー チェコ (CZE)              | エリナ・スビトリナ ウクライナ (UKR)                          |
| 男子ダブルス詳細    | クロアチア (CRO) ニコラ・メクティッチ マテ・パビッチ            | クロアチア (CRO) マリン・チリッチ イワン・ドディグ       | ニュージーランド (NZL) マーカス・ダニエル マイケル・ビーナス |
| 女子ダブルス詳細    | チェコ (CZE) バルボラ・クレイチーコバー カテジナ・シニアコバー  | スイス (SUI) ベリンダ・ベンチッチ ビクトリヤ・ゴルビッチ | ブラジル (BRA) ラウラ・ピゴシ ルイザ・ステファニ             |
| 混合ダブルス詳細    | ROC (ROC) アナスタシア・パブリュチェンコワ アンドレイ・ルブレフ | ROC (ROC) エレーナ・ベスニナ アスラン・カラツェフ        | オーストラリア (AUS) アシュリー・バーティ ジョン・ピアース   |

## 国・地域別のメダル獲得数
| 順   | 国・地域               | 金 | 銀 | 銅 | 計 |
| ---- | ---------------------- | -- | -- | -- | -- |
| 1    | ROC (ROC)              | 1  | 2  | 0  | 3  |
| 2    | クロアチア (CRO)       | 1  | 1  | 0  | 2  |
| 2    | チェコ (CZE)           | 1  | 1  | 0  | 2  |
| 2    | スイス (SUI)           | 1  | 1  | 0  | 2  |
| 5    | ドイツ (GER)           | 1  | 0  | 0  | 1  |
| 6    | オーストラリア (AUS)   | 0  | 0  | 1  | 1  |
| 6    | ブラジル (BRA)         | 0  | 0  | 1  | 1  |
| 6    | スペイン (ESP)         | 0  | 0  | 1  | 1  |
| 6    | ニュージーランド (NZL) | 0  | 0  | 1  | 1  |
| 6    | ウクライナ (UKR)       | 0  | 0  | 1  | 1  |
| 合計 | 合計                   | 5  | 5  | 5  | 15 |

出典: メダル獲得数 - 東京2020 (PDF)

## 備考
- 東京都では新型コロナ感染拡大による緊急事態宣言が行われていたため、全ての競技が無観客で行われた。